# یولیوس رومل
یولیوس کارول یوزف ویلهلم رومل (آلمانی: Julius Karl Wilhelm Josef Freiherr von Rummel); (لهستانی: Juliusz Karol Wilhelm Józef Rómmel) (۳ ژوئن ۱۸۸۱ – ۸ سپتامبر ۱۹۶۷) از فرماندهان نظامی نیروی زمینی لهستان بود.
او که تحصیلات نظامی خود را در سن پترزبورگ به انجام رسانده بود در جنگ جهانی اول به عنوان افسر در ارتش امپراتوری روسیه خدمت نمود و در ۱۹۱۷ به نیروی زمینی لهستان پیوست. در جنگ لهستان-شوروی او با یک پیروزی قاطع در نبرد کوماروو که بزرگترین نبرد بین قوای سواره‌نظام در قرن بیستم میلادی بود شهرت بسیار به دست آورد. در سال ۱۹۳۹ و هنگام تهاجم آلمان به لهستان یولیوس رومل فرماندهی دو سپاه را در دست داشت و عملکردش از بحث‌انگیزترین عملکردها در این دوره است. او توسط نیروهای آلمانی اسیر و به اردوگاه مورناو ام اشتافلزی منتقل شد. پس از آزادی به لهستان بازگشت و فرمانده کل قوا گشت. از سال ۱۹۵۶ رومل با انجمن مبارزان دموکراسی و آزادی همکاری می‌نمود.

## پیشینه خانوادگی
هرچند که خانواده رومل خود را لهستانی دانسته و به زبان لهستانی سخن می‌گفتند اما خاندان آن‌ها یکی از قدیمی‌ترین خانواده‌های آلمانی در اروپای مرکزی است که ریشه آن به ماتیاس هاینریش فریهر فون رومل می‌رسد. او جزوی از جامعه برادران لیوونی شمشیر بود و در سال ۱۳۳۲ میلادی دژی در نزدیکی یولیش واقع در وست‌فالن داشت که برای یاری شوالیه‌های تتونیک در نبرد با اهالی کافر بالتیک به کورلند مهاجرت نمود.

## جنگ جهانی اول
یولیوس رومل سال ۱۹۰۳ از مدرسه نظامی سن پترزبورگ فارغ‌التحصیل گشت و خدمت در ارتش امپراتوری روسیه را آغاز نمود. در سال‌های ۱۹۰۴ و ۱۹۰۵ او در جنگ روسیه و ژاپن حضور داشت.
در جنگ جهانی اول همراه با ارتش روسیه در نبردها حضور داشت و دو بار نیز زخمی گشت. در سال ۱۹۱۶ درجه سرهنگی را دریافت کرد و یک سال بعد با وقوع انقلاب فوریه رومل در فرماندهی و هدایت سربازان لهستانی مسئولیت‌های متعددی داشت تا آنکه سال ۱۹۱۸ در جمهوری دوم لهستان به خدمت نیروی زمینی لهستان درآمد که رهبری هر دو در دست مارشال یوزف پیلسودسکی قرار داشت.

## بین دو جنگ جهانی
رومل از ۳ نوامبر ۱۹۱۸ با درجه سرهنگی به خدمت ارتش لهستان درآمد و نخستین وظیفه او نظارت بر خلع سلاح قوای امپراتوری آلمان در رمبرتوف بود. پس از آن او با کمک تجهیزات باقی مانده در ورشو واحدهای توپخانه را منظم نمود. با آغاز جنگ لهستان-شوروی رومل از سال ۱۹۱۹ تا ۱۹۲۰ در نبردهای اطراف ویلنیوس و تهاجم به لتونی که منجر به تصرف دوگوپیلس شد شرکت داشت. در سال ۱۹۲۰ فرماندهی لژیون ۱ پیاده‌نظام لهستان به او سپرده شد و رومل لشکر ۱ سواره‌نظام لهستان را نیز به وجود آورد که ۳۰ اوت ۱۹۲۰ به یاری آن توانست در نبرد کوماروو شکست سختی را سیمیون بودیونی تحمیل کند و ۴ هزار سرباز روس را منهدم نماید. این پیروزی که در بزرگترین نبرد سواره‌نظام قرن ۲۰ به دست آمد شهرت بسیاری را برای رومل ارمغان داشت. در سپتامبر ۱۹۲۰ رومل همراه با یوزف هالر و ووادیسواف سیکورسکی در نبرد رود نمان حضور داشت.
با پایان جنگ، یولیوس رومل که یک نویسنده مشتاق به مسائل سیاسی و نظامی بود چندین کتاب داستان به علاوه چند مقاله و کتاب در مورد اتفاقات و تجربیات خویش در جنگ منتشر نمود. رومل مسئولیت‌های متعددی مانند بازرس کل نیروهای مسلح را به عهده داشت و در سال ۱۹۲۸ به درجه سرلشکری رسید.

## جنگ جهانی دوم
در مارس ۱۹۳۹ میلادی رومل فرماندهی سپاه ووچ را به عهده گرفت. این سپاه در میانه طرح دفاعی لهستان قرار داشت و میان واحدهای جنوبی و شمالی را پر می‌کرد. او واحدهای تحت امرش را در نزدیکی مرز آلمان قرار داد که با آغاز جنگ در ۱ سپتامبر مشخص شد حرکت مهلکی بوده‌است زیرا که نبود موانع طبیعی باعث شد تا سپاه ووچ به راحتی مغلوب گردد و واحدهای آلمانی پیش از آنکه سربازان لهستانی بتوانند نقشی ایفا نمایند آن‌ها را محاصره کرده و از باقی ارتش لهستان جدا نمایند. به دلایلی که هنوز هم مشخص نشده‌است رومل و ستادش از سپاه ووچ جدا شده و به سمت ورشو حرکت کردند. آن‌ها در شب ۷–۸ سپتامبر به پایتخت رسیدند که در آنجا فرمانده کل قوا ادوارد ریدز-اشمیگوی به رومل فرماندهی آنچه که به عنوان سپاه ورشو شناخته می‌شد را اعطا نمود. این سپاه شامل نیروهای دفاعی ورشو تحت فرماندهی والرین چوما و نیروهای واقع در دژ مودلین تحت فرمان ویکتور تومه می‌گشت.
ریدز-اشمیگوی در دستور خود به رومل نوشته بود: «تا آنجا که مهمات و آذوقه به شما اجازه می‌دهد از شهر دفاع نمایید و تا آنجا که می‌توانید نیروهای دشمن را به خود مشغول کنید…».

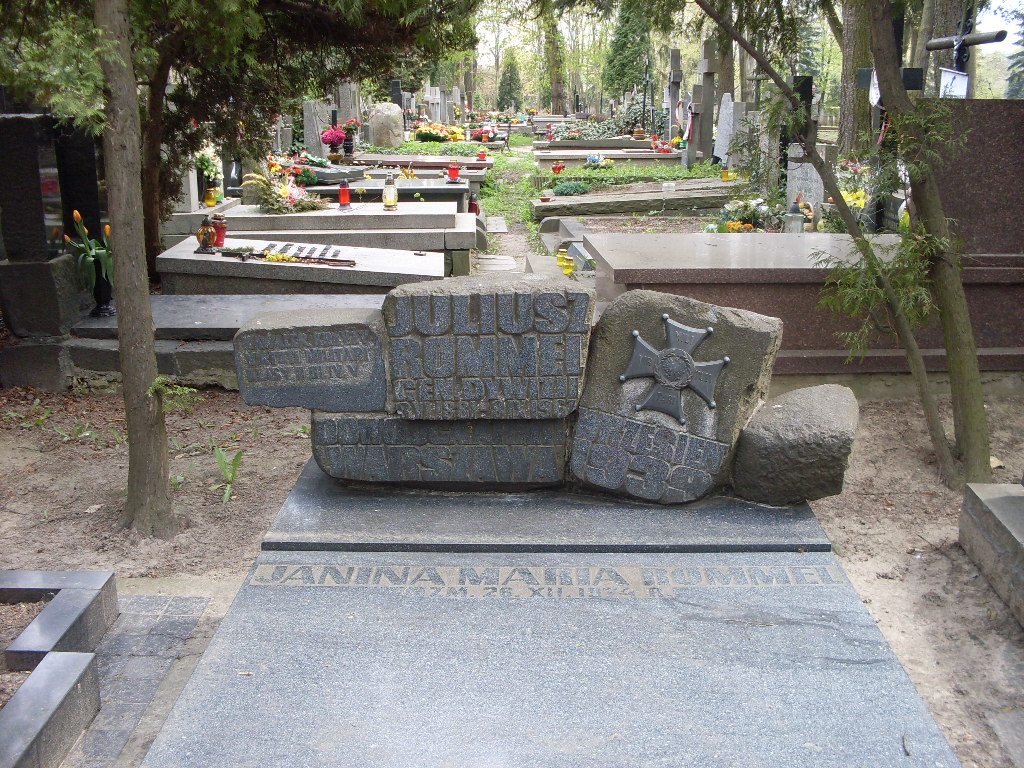
مقبره یولیوس رومل

پیش از تسلیم شهر، رومل به میخال کاراشفیچ توکاچفسکی اجازه تشکیل سرویس پیروزی لهستان را داد که نطفه مقاومت زیر زمینی در لهستان را ایجاد نمود و سپس در ۲۷ سپتامبر مذاکرات با نیروهای آلمانی جهت تسلیم شهر را آغاز نمود.
با تسلیم شهر، رومل به عنوان اسیر ادامه جنگ را در اردوگاه‌های اسرا گذراند تا آنکه در آوریل ۱۹۴۵ توسط نیروهای آمریکایی آزاد گشت. او که در سپاه دوم لهستان به استقبال مواجه نشده بود به لهستان بازگشت و دستگاه تبلیغاتی رژیم کمونیستی او را یک قهرمان معرفی نمودند و مدال فضیلت نظامی را نیز دریافت نمود.
او در سال ۱۹۴۷ از ارتش بازنشست شد و باقی حیات خویش را به نوشتن کتاب گذراند. رومل در ۸ سپتامبر ۱۹۶۷ فوت کرد و در گورستان پوازکی ورشو دفن شد. عملکرد در جنگ جهانی دوم هنوز هم مورد بحث‌های جدی قرار دارد.

## مدال‌ها
نشان فضیلت نظامی، صلیب فرماندهان
 نشان فضیلت نظامی، صلیب طلایی
 نشان فضیلت نظامی، صلیب نقره‌ای
 نشان افتخار تولد لهستان، صلیب فرماندهان همراه با ستاره
 نشان افتخار تولد لهستان، صلیب فرماندهان
 نشان صلیب گرونوالد
 صلیب دلاوری (لهستان)، درجه ۴
 صلیب دلاوری (لهستان)، درجه ۱
 صلیب لیاقت (لهستان)
 لژیون دونور افسران ارشد
 لژیون دونور فرماندهان
 لژیون دونور شوالیه